# Mario Chiattone
Mario Chiattone (Ticino, 1891 - Ticino, 1957) fue un arquitecto y urbanista suizo perteneciente al futurismo.

## Biografía
Estudia en la Accademia di Brera y en la Scuola d'Arte Applicata e del Libro, ambas en Milán, donde se afinca hasta 1915 y conoce a los futuristas.
Participó en la exposición del grupo Nouve Tendenze con tres proyectos, uno de los cuales estaba dedicado a la ciudad futura. Escribe dos libros: Architettura futurista (1919) e Italia nuova architettura (1931).

## Obras
- Architettura futurista (1919).
- Italia nuova architettura (1931).